# Доротея Сибила фон Бранденбург
Доротея Сибила фон Бранденбург (на немски: Dorothea Sibylle von Brandenburg; * 19 октомври 1590, Берлин; † 9 март 1625, Бриг) от род Хоенцолерн, е маркграфиня на Бранденбург и чрез женитба херцогиня на Бриг (в Полша).

## Произход и брак
Дъщеря е на курфюрст Йохан Георг фон Бранденбург (1525 – 1598) и третата му съпруга Елизабет фон Анхалт (1563 – 1607), дъщеря на княз Йоахим Ернст фон Анхалт.
Доротея Сибила се омъжва на 12 декември 1610 г. в Берлин за херцог Йохан Кристиан фон Бриг (1591 – 1639) от клон Лигница на рода на Силезийските Пясти.

## Деца
Доротея Сибила и Йохан Христиан фон Бриг имат децата:
- Георг III (1611 – 1664), херцог на Бриг

∞ 1. 1638 принцеса София Катарина фон Мюнстерберг-Оелс (1601 – 1659)
∞ 2. 1660 пфалцграфиня Елизабет Мария Каролина фон Зимерн (1638 – 1664)
- Йоахим (1612 – 1613)
- Хайнрих (*/† 1614)
- Ернст (*/† 1614)
- Анна Елизабет (1615 – 1616)
- Лудвиг IV (1616 – 1663), херцог на Лигница (Легница)

∞ 1649 принцеса Анна София фон Мекленбург-Гюстров (1628 – 1666)
- Рудолф (1617 – 1633)
- Кристиан (1618 – 1672), херцог на Бриг

∞ 1648 принцеса Луиза фон Анхалт-Десау (1631 – 1680)
- Август (1619 – 1620)
- Сибила Маргарета (1620 – 1657)

∞ 1637 граф Герхард Дьонхоф († 1648)
- Доротея (*/† 1622)
- Агнес (*/† 1622)
- София Магдалена (1624 – 1660)

∞ 1642 херцог Карл Фридрих I фон Мюнстерберг-Оелс (1593 – 1647)